# 가미이치정
가미이치정(일본어: 上市町)은 일본 도야마현 나카니카와군의 정이다. 도야마현 동부 산지에 위치한다. 예로부터 다치야마 수험도의 참배길이 통하는 장소로 알려졌다.

## 지리
니카와 평야의 중앙에 위치하고 도야마시에서 동쪽으로 약 15km 거리에 있고, 동서 26.1km, 남북 16.1km로 동남쪽으로 길게 뻗은 장방형을 이룬다. 면적은 도야마현 내에서 5위이다. 지형은 동고서저로 정역의 대부분은 산지가 차지한다. 동남부는 해발 2,999m의 주봉우리인 쓰루기다케와 다이니치다케, 게카치산 등 히다산맥(기타알프스)·다치야마 연봉의 산들이 늘어서 있는 산악 지대로 하야쓰키강, 가미이치강의 수원을 포함한다. 중앙부는 하야쓰키강, 가미이치강, 고가와강, 오이와강이 흐르는 산지로 하천을 따라서 취락이 점재한다. 가미이치강에 있는 두 개의 댐으로 가미이치강댐, 가미치강 제2댐이 있다. 북서부는 가미이치강, 고가와강, 시라이와강, 오이와강이 흐르는 평야로 니카와 평야의 일부를 형성하고 있다. 인구는 북서부에 집중한다.

## 역사
- 725년 - 교기가 오이와산 닛세키지를 창건하였다.
- 1574년 - 게다 지구에서 금광산이 발견되었다.
- 1585년 전후 - 우에스기 겐신이 쳐들어와 신사, 오이와산 닛세키지 등의 사원이 불탔다.
- 1858년 2월 25일 - 히에쓰 지진이 발생했다.
- 1889년 4월 1일 - 정촌제 시행으로 가미이치정이 성립하였다.
- 1896년 3월 29일 - 군 개편으로 히가시니카와군이 분리되어 나카니카와군이 성립해 나카니카와군에 소속되었다.
- 1890년 - 센이시 지구에서 시라하기 운석이 발견되었다.
- 1941년 4월 1일 - 나카니카와군 오토스기촌을 편입하였다.
- 1964년 8월 - 가미이치카와댐이 준공되었다.

## 관련 영화
- 늑대아이

## 인구
| 연도 | 인구   | ±%     |
| ---- | ------ | ------ |
| 1970 | 23,717 | —      |
| 1980 | 24,028 | +1.3%  |
| 1990 | 23,671 | −1.5%  |
| 2000 | 23,362 | −1.3%  |
| 2010 | 21,965 | −6.0%  |
| 2020 | 19,351 | −11.9% |

## 기후
| 가미이치정의 기후                                            | 가미이치정의 기후 | 가미이치정의 기후 | 가미이치정의 기후 | 가미이치정의 기후 | 가미이치정의 기후 | 가미이치정의 기후 | 가미이치정의 기후 | 가미이치정의 기후 | 가미이치정의 기후 | 가미이치정의 기후 | 가미이치정의 기후 | 가미이치정의 기후 | 가미이치정의 기후 |
| 월                                                           | 1월               | 2월               | 3월               | 4월               | 5월               | 6월               | 7월               | 8월               | 9월               | 10월              | 11월              | 12월              | 연간              |
| ------------------------------------------------------------ | ----------------- | ----------------- | ----------------- | ----------------- | ----------------- | ----------------- | ----------------- | ----------------- | ----------------- | ----------------- | ----------------- | ----------------- | ----------------- |
| 역대 최고 기온 °C (°F)                                       | 18.5 (65.3)       | 21.2 (70.2)       | 25.4 (77.7)       | 29.6 (85.3)       | 31.2 (88.2)       | 32.5 (90.5)       | 36.3 (97.3)       | 36.6 (97.9)       | 35.9 (96.6)       | 32.2 (90.0)       | 26.1 (79.0)       | 23.8 (74.8)       | 36.6 (97.9)       |
| 일평균 최고 기온 °C (°F)                                     | 4.0 (39.2)        | 4.8 (40.6)        | 8.9 (48.0)        | 15.7 (60.3)       | 20.9 (69.6)       | 23.8 (74.8)       | 27.7 (81.9)       | 29.3 (84.7)       | 24.9 (76.8)       | 19.3 (66.7)       | 13.6 (56.5)       | 7.3 (45.1)        | 16.7 (62.0)       |
| 일일 평균 기온 °C (°F)                                       | 0.3 (32.5)        | 0.4 (32.7)        | 3.6 (38.5)        | 9.9 (49.8)        | 15.4 (59.7)       | 19.2 (66.6)       | 23.2 (73.8)       | 24.3 (75.7)       | 20.1 (68.2)       | 14.2 (57.6)       | 8.5 (47.3)        | 3.1 (37.6)        | 11.9 (53.3)       |
| 일평균 최저 기온 °C (°F)                                     | −3.1 (26.4)       | −3.6 (25.5)       | −0.8 (30.6)       | 4.6 (40.3)        | 10.3 (50.5)       | 15.2 (59.4)       | 19.6 (67.3)       | 20.3 (68.5)       | 16.2 (61.2)       | 10.0 (50.0)       | 4.2 (39.6)        | −0.3 (31.5)       | 7.7 (45.9)        |
| 역대 최저 기온 °C (°F)                                       | −13.8 (7.2)       | −14.1 (6.6)       | −9.8 (14.4)       | −5.0 (23.0)       | 1.4 (34.5)        | 7.1 (44.8)        | 12.7 (54.9)       | 12.9 (55.2)       | 7.1 (44.8)        | 1.1 (34.0)        | −3.9 (25.0)       | −13.1 (8.4)       | −14.1 (6.6)       |
| 평균 강수량 mm (인치)                                        | 293.5 (11.56)     | 209.9 (8.26)      | 217.5 (8.56)      | 190.7 (7.51)      | 198.3 (7.81)      | 230.5 (9.07)      | 334.2 (13.16)     | 263.0 (10.35)     | 260.7 (10.26)     | 229.7 (9.04)      | 273.0 (10.75)     | 319.8 (12.59)     | 3,020.7 (118.93)  |
| 평균 강수일수 (≥ 1.0 mm)                                     | 22.7              | 18.9              | 17.7              | 14.2              | 13.3              | 13.2              | 16.6              | 12.6              | 13.9              | 14.4              | 17.5              | 21.9              | 196.9             |
| 평균 월간 일조시간                                           | 52.8              | 73.3              | 111.0             | 153.4             | 184.5             | 136.9             | 133.1             | 174.7             | 121.1             | 118.9             | 88.1              | 57.8              | 1,405.5           |
| 출처: 일본 기상청 (평년값: 1991년~2020년, 극값: 1979년~현재) |                   |                   |                   |                   |                   |                   |                   |                   |                   |                   |                   |                   |                   |

## 교통

### 철도
- 도야마 지방 철도 본선

### 도로
- 국도 8호선